# لويد ك. ستارك
لويد ك. ستارك (بالإنجليزية: Lloyd C. Stark)‏ هو ضابط وسياسي أمريكي، ولد في 23 نوفمبر 1886 في لويزيانا في الولايات المتحدة، وتوفي في 17 سبتمبر 1972 في كلايتون في الولايات المتحدة. حزبياً، نشط في الحزب الديمقراطي. وقد انتخب حاكم ميسوري ‏ (11 يناير 1937 – 26 فبراير 1941).